# Okręg wyborczy nr 52 do Sejmu Polskiej Rzeczypospolitej Ludowej (1989–1991)
Okręg wyborczy nr 52 do Sejmu Polskiej Rzeczypospolitej Ludowej (1989–1991) obejmował Legnicę oraz gminy Chojnów, Jawor, Krotoszyce, Kunice, Legnickie Pole, Męcinka, Miłkowice, Mściwojów, Paszowice, Pielgrzymka, Prochowice, Ruja, Udanin, Warta Bolesławiecka, Wądroże Wielkie, Zagrodno i Złotoryja (województwo legnickie). W ówczesnym kształcie został utworzony w 1989. Wybieranych było w nim 3 posłów w systemie większościowym.
Siedzibą okręgowej komisji wyborczej była Legnica.

## Wybory parlamentarne 1989

### Mandat nr 206 –Zjednoczone Stronnictwo Ludowe
| Kandydat | I tura | I tura | II tura | II tura |
| Kandydat | Głosów | %      | Głosów  | %       |
| --- | ------ | ------ | ------- | ------- |
| Kazimierz Burtny                                                                                              | 20 643 | 21,60  | 17 305  | 41,44   |
| Adam Grabowiecki                                                                                              | 12 628 | 13,21  | 17 874  | 42,80   |
| Alojzy Pawicki                                                                                                | 11 709 | 12,25  | —       | —       |
| Liczba głosów ważnych: 95 580 (I tura) • 41 758 (II tura) Źródło: Państwowa Komisja Wyborcza I tura i II tura |        |        |         |         |

### Mandat nr 207 – bezpartyjny
| Kandydat                                                         | Głosów | %     |
| ---------------------------------------------------------------- | ------ | ----- |
| Zbigniew Mackiewicz                                              | 67 671 | 72,37 |
| Ryszard Kępa                                                     | 7082   | 7,57  |
| Mirosław Skaza                                                   | 6029   | 6,45  |
| Małgorzata Zawiślańska                                           | 5494   | 5,88  |
| Stanisław Rączkowski                                             | 2145   | 2,29  |
| Liczba głosów ważnych: 93 504 Źródło: Państwowa Komisja Wyborcza |        |       |

### Mandat nr 208 –Polska Zjednoczona Partia Robotnicza
| Kandydat | I tura | I tura | II tura | II tura |
| Kandydat | Głosów | %      | Głosów  | %       |
| --- | ------ | ------ | ------- | ------- |
| Jerzy Wilk | 12 217 | 13,33  | 11 399  | 26,90   |
| Irmindo Bocheń                                                                                                | 9912   | 10,81  | 23 662  | 55,83   |
| Marek Zieliński                                                                                               | 8191   | 8,94   | —       | —       |
| Ignacy Bochenek                                                                                               | 6746   | 7,36   | —       | —       |
| Bronisław Tabisz                                                                                              | 5521   | 6,02   | —       | —       |
| Liczba głosów ważnych: 91 668 (I tura) • 42 381 (II tura) Źródło: Państwowa Komisja Wyborcza I tura i II tura |        |        |         |         |